# Chrášťany (Kolín)
Chrášťany é uma comuna checa localizada na região da Boêmia Central, distrito de Kolín.